# Šujičko polje
Šujičko polje (na topografskim kartama Šuičko polje) je krško polje u Bosni i Hercegovini. Administrativno pripada Hercegbosanskoj županiji.
Kroz polje meandrira rijeka Šujica koja kanjonom povezuje Šujičko s Duvanjskim poljem, te njena pritoka Jaruga. Polje je povremeno plavljeno.
Uz rub polja nalazi se naselje Šujica